# Hiti
Hiti, también llamado Hiti-rau-mea, es un atolón del archipiélago de los Tuamotu en Polinesia Francesa en el grupo de las Islas Raevski. Depende administrativamente de la comuna de Makemo.

## Geografía
Hiti está ubicado a 19 km al suroeste de Makemo, el atolón más cercano, y a 545 km al este de Tahití. Es un pequeño atolón oval de 9 km de longitud y 6 km de anchura máxima con 3 km² de tierras emergidas y una laguna cerrada de 15 km² desprovista de paso de comunicación con el océano.

## Historia
La primera referencia a este atolón por un europeo fue hecha el 15 de julio de 1820 por el explorador ruso Fabian Gottlieb von Bellingshausen, quien le dio el nombre de isla Raeffsky. El atolón fue abordado el 20 de diciembre de 1840 por el explorador estadounidense Charles Wilkes, durante su expedición austral, que lo nombró Clute Island.
En el siglo XIX, Hiti se convirtió en territorio francés poblado entonces por algunos habitantes autóctonos que obedecían al jefe de Katiu. como también lo hacían los habitantes del atolón Tepoto Sur y Tuanake.

## Fauna y flora
El atolón acoge una población del ave endémica playera de Tuamotu o titi (Prosobonia parvirostris).